# Necroscia conspersa
Necroscia conspersa är en insektsart som beskrevs av Carl Stål 1877. Necroscia conspersa ingår i släktet Necroscia och familjen Diapheromeridae. Inga underarter finns listade i Catalogue of Life.